# Жеребилов, Николай Иванович
Николай Иванович Жеребилов (род. 7 октября 1952 года, откормсовхоз «Любимовский», Льговский район, Курская область) — председатель Курской областной Думы с 27 сентября 2016 года по сентябрь 2021 года. Первый заместитель спикера Курской областной Думы VII созыва с 7 октября 2021 года. 

## Биография
С 1969 по 1970 год работал слесарем-сантехником в Курском монтажном управлении. В 1970 году трудился слесарем-сантехником сахарного завода «Коллективист». С 1970 по 1972 год проходил службу в Армии.

### Курский сельскохозяйственный институт
В 1978 году окончил зооинженерный факультет Курского сельскохозяйственного института. С 1978 по 1979 год — секретарь комитета комсомола Курского сельскохозяйственного института. С 1979 по 1981 год — ассистент кафедры разведения сельскохозяйственных животных Курского сельскохозяйственного института. С 1981 по 1987 год — старший преподаватель кафедры разведения и генетики сельскохозяйственных животных Курского сельскохозяйственного института. С 1987 по 1988 год — доцент кафедры разведения сельскохозяйственных животных Курского сельскохозяйственного института. С 1988 по 1991 год — секретарь парткома Курского сельскохозяйственного института. С 1991 по 1992 год — доцент кафедры разведения и генетики сельскохозяйственных животных Курского сельскохозяйственного института. С 1992 по 1999 год — проректор по учебной работе, первый проректор Курской государственной сельскохозяйственной академии. С 1999 по 2006 год — заведующий кафедрой разведения и генетики сельскохозяйственных животных Курской государственной сельскохозяйственной академии.

## Награды
- Орден Дружбы (24 октября 2023 года) — за активную законотворческую деятельность и многолетнюю добросовестную работу[5]
- Заслуженный работник высшего профессионального образования Российской Федерации[1]
- Знак «За труды и Отечество»[1]
- Почетная грамота Министерства сельского хозяйства[1]
- Почётная грамота Курской областной Думы[1]
- Благодарственное письмо полномочного представителя Президента РФ в Центральном федеральном округе[1]